# Elliðaey (Vestmannaeyjar)
Elliðaey ist eine Insel südlich von Island. Mit 0,45 km² ist sie die drittgrößte der Westmänner-Inseln.

## Geographie
Sie liegt im Norden der Inselgruppe und ragt bis 114 m über den Meeresspiegel hinauf. Die Insel ist 4 Meilen vom Festland Islands entfernt und kann nur per Boot, Fallschirm oder Hubschrauber erreicht werden.

## Trivia
Die Insel ist unbewohnt, aber auf ihr befindet sich ein kleines Gebäude, besser bekannt als das einsamste Haus der Welt.
Es wurde im Jahr 1953 errichtet und dient seither als eine Unterkunft für die Leute des Vereins, welche sich dem Schutz der Papageitaucher verschrieben haben. Zugang zum Haus haben nur Mitglieder des isländischen Fischervereins.
Bis vor 300 Jahren lebten Menschen auf der Insel. Dabei handelte es sich um fünf Familien, die dort von der Viehzucht, Fischerei und der Jagd von Papageitauchern lebten.
Wer möchte, kann bei einer Bootstour auf der Hauptinsel Heimaey teilnehmen und von dort aus auch die einsame Insel erkunden.